# Schlaginhaufenia
Schlaginhaufenia är ett släkte av skalbaggar. Schlaginhaufenia ingår i familjen Dryophthoridae.
Kladogram enligt Catalogue of Life:
| Schlaginhaufenia | \| \| Schlaginhaufenia valida \| \| \| \| |
|                  | \| \| Schlaginhaufenia valida \| \| \| \| |
|                  | Schlaginhaufenia valida                   |
|                  |                                           |